# Залізниця Корковаду

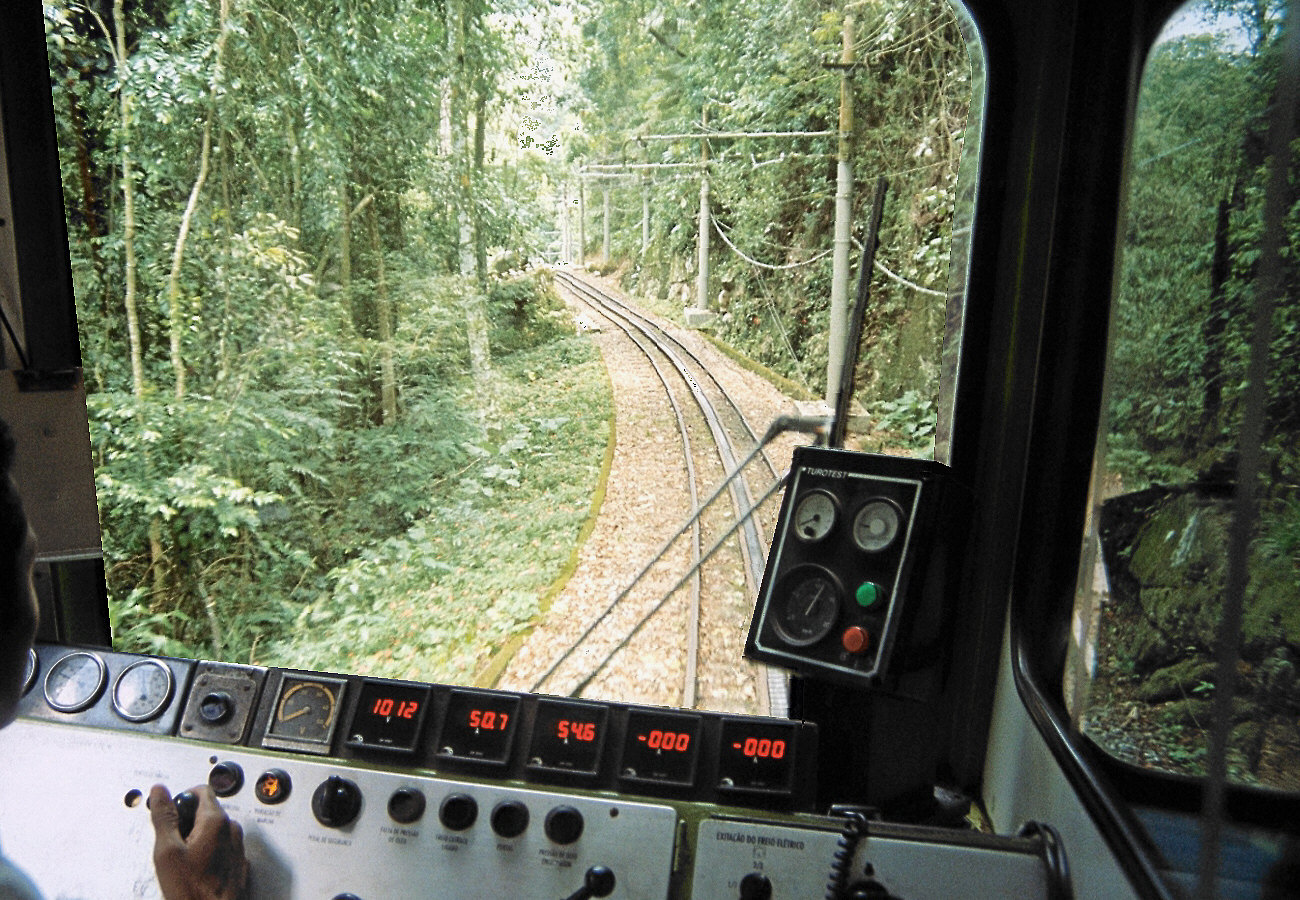

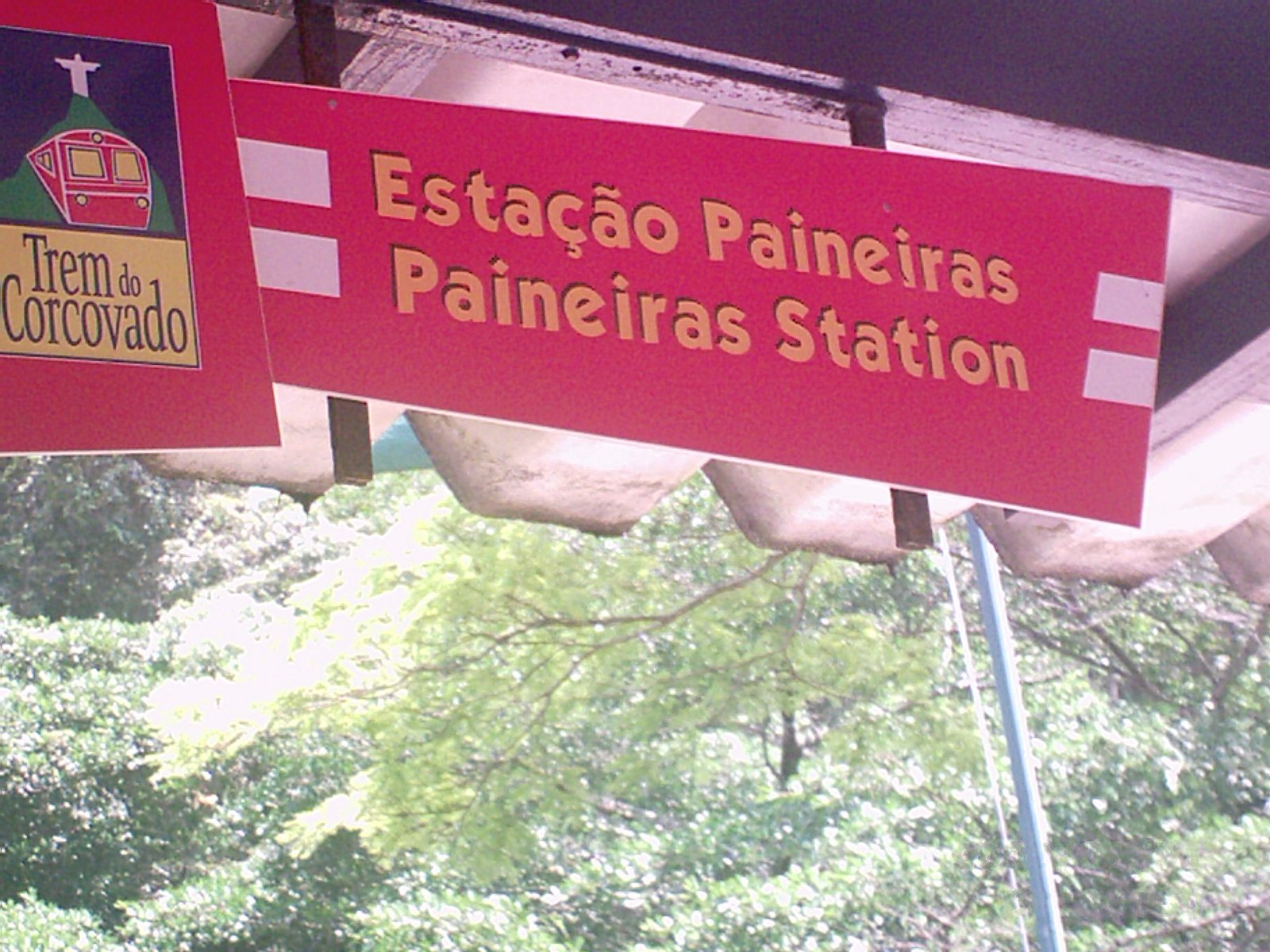

22°57′06″ пд. ш. 43°12′40″ зх. д. / 22.9517° пд. ш. 43.2112° зх. д.
Залізниця Корковаду (порт. Trem do Corcovado) — залізниця зубчастого типу, що веде від підніжжя до вершини гори Корковаду в межах міста Ріо-де-Жанейро. На вершині розташована знаменита статуя Христа-Спасителя.

## Історія
Лінію було відкрито 9 жовтня 1884 року імператором Педру II. Спочатку потяги використали парову тягу, але в 1910 році дорогу було електрифіковано (уперше у Бразилії). До офіційного відкриття статуї Христа-Спасителя дорогу періодично використовували для підйому частин монумента.
Щорічно залізницею користується понад 600 тисяч чоловік. Серед відомих пасажирів в різний час були папа Пій XII, папа Іоанн Павло II, Альберт Ейнштейн і принцеса Діана.

## Технічні характеристики
- Довжина — 3,8 км
- Максимальна висота — 710 м
- Ширина колії — 1000 мм
- Пропускна спроможність — 360 пасажирів за годину
- Час в дорозі — 20 хвилин

## Опис
Лінія має довжину 3,824 км

та чотири станції. Кінцевими пунктами є історична базова станція в Косме-Велью та вершина Корковаду.
Залізниця є зубчастою та має ширину колії 1000 мм з максимальним градієнтом 30%.

Це одна з небагатьох діючих залізниць, що використовують трифазну електрику з двома повітряними проводами на 800 V 60 Hz.
Рухомий склад — вагони виготовлені Stadler по індивідуальному замовленню

в 2019 році, здатні розвивати максимальну швидкість 25км/год (попередні — максимум 15км/год), що дозволяє піднятися приблизно за 15 хвилин. Під час спуску енергія відновлюється за допомогою рекуперативного гальмування, що призводить до економії 75% загального споживання енергії.

Мережа має три потяги,

кожен з яких складається з двох вагонів.

Поїздка займає приблизно 15 хвилин і вирушає кожні 20 хвилин, що забезпечує пропускну здатність 540 пасажирів на годину. 
Через таку обмежену пропускну здатність очікування на вхідній станції може тривати кілька годин. 
Станом на березень 2021 року лінія працює з 08:00 до 19:00